# A2 Ethniki 2001-2002
L'A2 Ethniki 2001-2002 è stata la 41ª edizione della seconda divisione greca di pallacanestro maschile. La 16ª edizione con il nome di A2.

## Classifica finale
| #  | Teams              | P  | V  | P  | PF   | PS   | Pt | Qualificate |
| -- | ------------------ | -- | -- | -- | ---- | ---- | -- | ----------- |
| 1  | Makedonikos        | 26 | 24 | 2  | 2178 | 1861 | 50 | Promozione  |
| 2  | Olympia Larissa BC | 26 | 19 | 7  | 1991 | 1861 | 45 | Promozione  |
| 3  | Panellīnios        | 26 | 19 | 7  | 2001 | 1857 | 45 |             |
| 4  | Apollon Patrasso   | 26 | 18 | 8  | 2006 | 1810 | 44 |             |
| 5  | MENT BC            | 26 | 17 | 9  | 1969 | 1909 | 43 |             |
| 6  | A.G.E. Calcide     | 26 | 14 | 12 | 1940 | 1943 | 40 |             |
| 7  | G.S. Larissa       | 26 | 14 | 12 | 2057 | 2063 | 40 |             |
| 8  | A.L.F. Alimo       | 26 | 10 | 16 | 2005 | 2090 | 36 |             |
| 9  | Palaio Faliro      | 26 | 10 | 16 | 1968 | 2016 | 36 |             |
| 10 | Papagou            | 26 | 9  | 17 | 1818 | 1963 | 35 |             |
| 11 | Iōnikos Nikaias    | 26 | 9  | 17 | 1815 | 1891 | 35 |             |
| 12 | Milōn Neas Smyrnīs | 26 | 8  | 18 | 1968 | 2071 | 34 |             |
| 13 | Ajax Evosmou       | 26 | 8  | 18 | 1964 | 2099 | 34 | Retrocesse  |
| 14 | Sporting Atene     | 26 | 3  | 23 | 1810 | 2105 | 29 | Retrocesse  |